# Cicer luteum
Cicer luteum är en ärtväxtart som beskrevs av M.R. Rassulova och Sharipova. Cicer luteum ingår i släktet kikärter, och familjen ärtväxter. Inga underarter finns listade i Catalogue of Life.